# Cellio

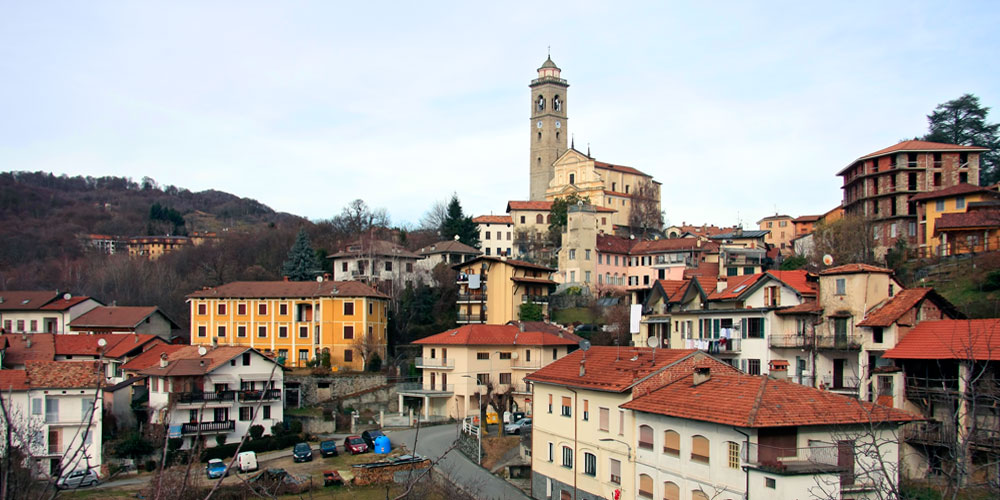
Cellio (2014)

Cellio ist eine Fraktion der Gemeinde Cellio con Breia in der italienischen Provinz Vercelli (VC), Region Piemont. 
Am 1. Januar 2018 wurde die Gemeinde Cellio mit Breia zur neuen Gemeinde Cellio con Breia zusammengeschlossen. Sie hatte zuletzt 826 Einwohner (Stand 31. Dezember 2016) auf einer Fläche von 10,05 km². 
Die Gemeinde bestand aus den Ortsteilen Agua, Carega, Allera, Merlera, Valmonfredo, Viganallo, Cosco, Arva, Crabia, Forcola, Maddalena, Mollie, Casaccia, Tairano, Mascherana, Casa Resegotti, Cerchiera, Agarla, Bosco, Mulino Medana, Mulino Benvenuto, Zagro, Baltegora, Sella, Culagna, Camo und Fronto. Nachbargemeinden waren Borgosesia, Cellio con Breia, Madonna del Sasso, Quarona und Valduggia.
Der Schutzheilige des Ortes ist San Lorenzo.

## Geographie
Der Ort liegt auf einer Höhe von 685 m über dem Meeresspiegel.

## Bevölkerung
Bevölkerungsentwicklung